# دونچو آتاناسوف
دونچو آتاناسوف (بلغاری: Дончо Атанасов؛ زادهٔ ۲ آوریل ۱۹۸۳) بازیکن فوتبال اهل بلغارستان است.